# Formazioni di Superliga spagnola di pallavolo femminile 2012-2013
Formazioni delle squadre di pallavolo partecipanti alla stagione 2012-2013 del campionato di Superliga spagnola.

## Club Voleibol Aguere
| N° | Nome               | Ruolo | Data di nascita  | Nazionalità sportiva |
| -- | ------------------ | ----- | ---------------- | -------------------- |
| -  | Ambrosio González  | All   | -                | Spagna               |
| 1  | María Díaz         | C     | 18 gennaio 1994  | Spagna               |
| 2  | Ana Hoefsmit       | C     | 24 giugno 1988   | Spagna               |
| 3  | Mihaela Chavdarova | S/O   | 20 aprile 1995   | Spagna               |
| 4  | Beatriz Fagundo    | L     | 3 luglio 1992    | Spagna               |
| 5  | Atanasia Cabrera   | S/O   | 2 novembre 1987  | Spagna               |
| 6  | Paola Borja        | P     | 14 giugno 1989   | Spagna               |
| 8  | Carla Souto        | C     | 14 febbraio 1991 | Spagna               |
| 10 | Paula Rodríguez    | C     | 7 aprile 1995    | Spagna               |
| 12 | Verónica Álvarez   | S     | 19 gennaio 1992  | Spagna               |
| 14 | Ruth Oliver        | S     | 27 ottobre 1985  | Spagna               |

## Club Voleibol Barcelona
| N° | Nome               | Ruolo | Data di nascita   | Nazionalità sportiva |
| -- | ------------------ | ----- | ----------------- | -------------------- |
| -  | Marta Gens Barberá | All   | -                 | Spagna               |
| 1  | Lara Raspall       | S     | 29 aprile 1986    | Spagna               |
| 2  | Nerea Sánchez      | S/O   | 2 giugno 1987     | Spagna               |
| 3  | Sandra Walsh       | S     | 5 marzo 1991      | Spagna               |
| 4  | Irene Cabrera      | P     | 20 dicembre 1982  | Spagna               |
| 5  | Marina Reñe        | S     | 23 settembre 1993 | Spagna               |
| 6  | Anne Espadalé      | C     | 8 gennaio 1989    | Spagna               |
| 7  | Camila Maldonado   | C     | 5 marzo 1994      | Argentina            |
| 9  | Mireia Carmona     | P     | 17 dicembre 1990  | Spagna               |
| 10 | Laura Carmona      | L     | 12 maggio 1988    | Spagna               |
| 12 | Sofía Muller       | S     | 23 aprile 1992    | Spagna               |
| 13 | Láila Dos Reis     | S/O   | 14 maggio 1988    | Brasile              |
| 16 | María Segura       | S     | 10 giugno 1992    | Spagna               |
| 17 | Sara Sarmiento     | C     | 12 marzo 1987     | Spagna               |

## Club Voleibol Haro
| N° | Nome                 | Ruolo | Data di nascita  | Nazionalità sportiva |
| -- | -------------------- | ----- | ---------------- | -------------------- |
| -  | José Miguel Pérez    | All   | -                | Spagna               |
| 1  | Anicia Wood          | C     | 25 luglio 1985   | Barbados             |
| 2  | Silvia Araco         | P     | 7 luglio 1989    | Spagna               |
| 3  | Meritxell Alseda     | P     | 13 agosto 1982   | Spagna               |
| 4  | María José Garrido   | S     | 8 settembre 1981 | Spagna               |
| 6  | María Teresa Sánchez | C     | 29 luglio 1994   | Spagna               |
| 9  | Rosalía Alonso       | C     | 17 luglio 1989   | Spagna               |
| 13 | Helia González       | S     | 29 agosto 1985   | Spagna               |
| 14 | Noelia Sánchez       | S/O   | 15 febbraio 1982 | Spagna               |
| 16 | Jessica Rivero       | S     | 15 marzio 1995   | Spagna               |
| 18 | Esther López         | L     | 29 novembre 1974 | Spagna               |

## Club Voleibol JAV Olímpico
| N° | Nome                     | Ruolo | Data di nascita   | Nazionalità sportiva |
| -- | ------------------------ | ----- | ----------------- | -------------------- |
| -  | Alberto Rodríguez        | All   | -                 | Spagna               |
| 1  | Isabel Guerra            | L     | 21 luglio 1993    | Spagna               |
| 2  | Laura Santana            | S/O   | 24 gennaio 1996   | Spagna               |
| 3  | Blanca Izquierdo         | P     | 18 maggio 1993    | Spagna               |
| 4  | Raquel Brun              | S     | 17 settembre 1993 | Spagna               |
| 5  | Belly-Bhella Nsunguimina | S/O   | 20 aprile 1994    | Spagna               |
| 6  | Ylenia Arocha            | S     | 24 luglio 1987    | Spagna               |
| 7  | Javiera Plasencia        | C     | 1º aprile 1997    | Cile                 |
| 8  | Ana Paula Valle          | S     | 10 aprile 1993    | Argentina            |
| 9  | Saray Manzano            | S     | 29 giugno 1996    | Spagna               |
| 10 | Leticia Rodríguez        | P     | 6 maggio 1988     | Spagna               |
| 11 | Rebeca Muñoz             | P     | 22 luglio 1994    | Spagna               |
| 12 | Emilie Dupont            | C     | 26 dicembre 1994  | Belgio               |
| 13 | Cristina Pérez           | C     | 2 novembre 1992   | Spagna               |
| 14 | Ainhoa Pérez             | S     | 16 marzo 1998     | Spagna               |
| 15 | Tania González           | C     | 21 aprile 1997    | Spagna               |
| 16 | Claudia Hernández        | L     | 6 dicembre 1996   | Spagna               |
| 18 | Tatiana Becares          | S     | 18 maggio 1993    | Spagna               |

## Club Voleibol Ciutadella
| N° | Nome           | Ruolo | Data di nascita   | Nazionalità sportiva |
| -- | -------------- | ----- | ----------------- | -------------------- |
| -  | Bep Llorens    | All   | -                 | Spagna               |
| 3  | Sheila D'Amaro | S     | 20 ottobre 1982   | Brasile              |
| 4  | Roser Olives   | S     | 4 agosto 1995     | Spagna               |
| 5  | Elena Marmaneu | S     | 30 gennaio 1991   | Spagna               |
| 6  | Ana Maldonado  | P     | 19 giugno 1994    | Spagna               |
| 8  | Danira Costa   | P     | 7 gennaio 1992    | Spagna               |
| 9  | Elisa Gener    | L     | 20 giugno 1985    | Argentina            |
| 10 | Esther Marqués | C     | 3 giugno 1978     | Spagna               |
| 11 | Irene Cano     | C     | 23 aprile 1985    | Spagna               |
| 13 | Therese McNatt | S/O   | 10 giugno 1979    | Stati Uniti          |
| 16 | Lana Sorokina  | S     | 22 settembre 1984 | Lettonia             |

## Agrupación Deportiva A Pinguela
| N° | Nome                   | Ruolo | Data di nascita   | Nazionalità sportiva |
| -- | ---------------------- | ----- | ----------------- | -------------------- |
| -  | Alberto Xosé Rodríguez | All   | -                 | Spagna               |
| 2  | Camila Lanner          | C     | 9 gennaio 1981    | Brasile              |
| 3  | Ana Isabel Álvarez     | S     | 8 luglio 1988     | Spagna               |
| 4  | Kamilla Augusto        | P     | 5 settembre 1990  | Brasile              |
| 6  | Alba Fernández         | C     | 4 settembre 1995  | Spagna               |
| 7  | Laura Nuñez            | C     | 23 ottobre 1980   | Argentina            |
| 8  | Nerea Novo             | S     | 26 novembre 1995  | Spagna               |
| 10 | Noemí Vázquez          | P     | 21 aprile 1996    | Spagna               |
| 11 | Gracieli Do Monte      | S     | 17 novembre 1990  | Brasile              |
| 12 | Magaly Carvajal        | C     | 18 dicembre 1968  | Cuba                 |
| 13 | Julia López            | L     | 12 marzo 1996     | Spagna               |
| 14 | Susana Bahamonde       | S/O   | 4 maggio 1995     | Spagna               |
| 16 | Belinda Sánchez        | S     | 10 settembre 1990 | Cuba                 |
| 17 | Antia Penoucos         | C     | 5 luglio 1994     | Spagna               |

## Vóley Murcia
| N° | Nome               | Ruolo | Data di nascita  | Nazionalità sportiva |
| -- | ------------------ | ----- | ---------------- | -------------------- |
| -  | Pascual Saurín     | All   | -                | Spagna               |
| 1  | María Carmen Barón | L     | 23 aprile 1992   | Spagna               |
| 2  | Patricia Barrio    | S     | 8 marzo 1989     | Spagna               |
| 3  | María José Corral  | P     | 1º gennaio 1991  | Spagna               |
| 4  | Cecilia González   | S     | 4 dicembre 1992  | Spagna               |
| 6  | Annita Del Nero    | P     | 17 novembre 1995 | Spagna               |
| 7  | Bonemia Gomes      | S/O   | 8 febbraio 1992  | Portogallo           |
| 8  | Rocío Menarguez    | C     | 7 maggio 1996    | Spagna               |
| 10 | Beatriz Valera     | P     | 11 gennaio 1996  | Spagna               |
| 11 | Encarnación García | C     | 4 ottobre 1979   | Spagna               |
| 12 | Carlota García     | C     | 21 febbraio 1992 | Spagna               |
| 14 | Daymaris García    | S/O   | 17 giugno 1994   | Spagna               |
| 14 | Ana Ibis Fernández | C     | 3 agosto 1973    | Cuba                 |
| 15 | Nuria Bouza        | S     | 9 giugno 1989    | Spagna               |
| 16 | Nuria Lopes        | S/O   | 26 dicembre 1991 | Porto Rico           |
| 18 | Alba Sánchez       | S     | 9 settembre 1991 | Spagna               |

## Club Voleibol Murillo
| N° | Nome                   | Ruolo | Data di nascita  | Nazionalità sportiva |
| -- | ---------------------- | ----- | ---------------- | -------------------- |
| -  | Carlos Arratia         | All   | -                | Spagna               |
| 3  | Fernanda Gritzbach     | C     | 10 gennaio 1984  | Brasile              |
| 4  | Elena Esteban          | L     | 13 giugno 1982   | Spagna               |
| 5  | María Isabel Fernández | C     | 6 settembre 1982 | Spagna               |
| 6  | Daniela da Silva       | S     | 10 maggio 1981   | Brasile              |
| 7  | Cristina Sanz          | P     | 13 novembre 1991 | Spagna               |
| 10 | Yoraxy Meleán          | P     | 1º maggio 1975   | Spagna               |
| 14 | Jéssica González       | C     | 22 gennaio 1987  | Spagna               |
| 15 | Renata Schmutz         | S/O   | 27 giugno 1978   | Brasile              |
| 16 | Esther Blázquez        | S     | 4 aprile 1990    | Spagna               |
| 17 | Arkía El-Ammari        | S     | 9 ottobre 1976   | Spagna               |

## Club Deportivo Iruña
| N° | Nome                 | Ruolo | Data di nascita   | Nazionalità sportiva |
| -- | -------------------- | ----- | ----------------- | -------------------- |
| -  | María Ángeles Pérez  | All   | -                 | Spagna               |
| 1  | Silvia Bedmar        | S     | 3 gennaio 1989    | Spagna               |
| 3  | Jaoine Esain         | S     | 22 novembre 1993  | Spagna               |
| 4  | Tamara Delgado       | C     | 14 settembre 1991 | Spagna               |
| 6  | Jennifer Zorrilla    | S     | 20 maggio 1994    | Colombia             |
| 7  | Sandra Cegarra       | S     | 15 aprile 1986    | Spagna               |
| 8  | María Ángeles Martín | S     | 9 maggio 1988     | Spagna               |
| 9  | Marta Fraile         | P     | 29 ottobre 1982   | Spagna               |
| 10 | Miriam López         | P     | 8 agosto 1988     | Spagna               |
| 11 | Daysa Delgado        | C     | 6 agosto 1987     | Spagna               |
| 14 | Elena Fernández      | L     | 1º febbraio 1991  | Spagna               |
| 15 | Andreia Alves        | S/O   | 4 settembre 1970  | Brasile              |
| 17 | Iva Pejković         | C     | 3 luglio 1984     | Serbia               |

## Club Voleibol Cuesta Piedra
| N° | Nome               | Ruolo | Data di nascita   | Nazionalità sportiva |
| -- | ------------------ | ----- | ----------------- | -------------------- |
| -  | Juan Antonio Armas | All   | -                 | Spagna               |
| 1  | Mónica López       | S/O   | 14 aprile 1989    | Spagna               |
| 2  | Famara González    | C     | 10 novembre 1981  | Spagna               |
| 4  | Sabina Rodríguez   | P     | 4 aprile 1995     | Spagna               |
| 5  | Susana Roca        | C     | 23 settembre 1995 | Spagna               |
| 6  | Alba Hernández     | L     | 29 novembre 1989  | Spagna               |
| 7  | Ariadna Castellano | C     | 7 aprile 1994     | Spagna               |
| 8  | Laura Rodríguez    | S     | 28 marzo 1995     | Spagna               |
| 9  | Violeta Amoedo     | S     | 23 marzo 1994     | Spagna               |
| 10 | Mairen Salas       | S     | 10 gennaio 1987   | Argentina            |
| 11 | Melody Díaz        | S     | 29 dicembre 1992  | Spagna               |
| 12 | Alicia Fernández   | P     | 22 giugno 1991    | Spagna               |
| 14 | Melania Hernández  | P     | 7 giugno 1993     | Spagna               |
| 16 | Carla Hernández    | C     | 30 giugno 1994    | Spagna               |
| 17 | Silvia Teixido     | L     | 27 settembre 1996 | Spagna               |
| 18 | Candelaria Herrera | L     | 23 giugno 1970    | Spagna               |